# У Вэй (художник)
У Вэй (кит. трад. 吳偉, 1459 — 1508) —  китайский художник и каллиграф времён династии Мин. Представитель школы Чжэ.

## Биография
Родился 1459 в уезде Цзянся (на территории современной провинции Хубэй). В юности переехал в провинцию Чжэцзян. Здесь увлекся творческими идеями школы Чжэ. Учился на произведениях Дай Цзиня. После этого стал профессионально заниматься живописью, жил за счет продажи своих картин. Известен под именем Шиинг и Цвиэнг, прозвищами Луфу и Сяо Сян. Позже стал заниматься преподаванием рисунка, имея много учеников. Со временем мастерство У Вэя было оценено при императорском дворе. Император Хунчжи назначил У Вэя первым придворным художником.
Долгое время живописец жил в столице империи Пекине. В конце жизни переехал в Нанкин, где и умер в 1508 году.

## Творчество
У Вэй писал пейзажи и человеческие фигуры в сильном, свободном, раскованном стиле. Самые известные его работы «Вид Цзянсу», «Празднование в рыбацком селе». Известен, как зачинатель «Стиля Сяо Сяна».

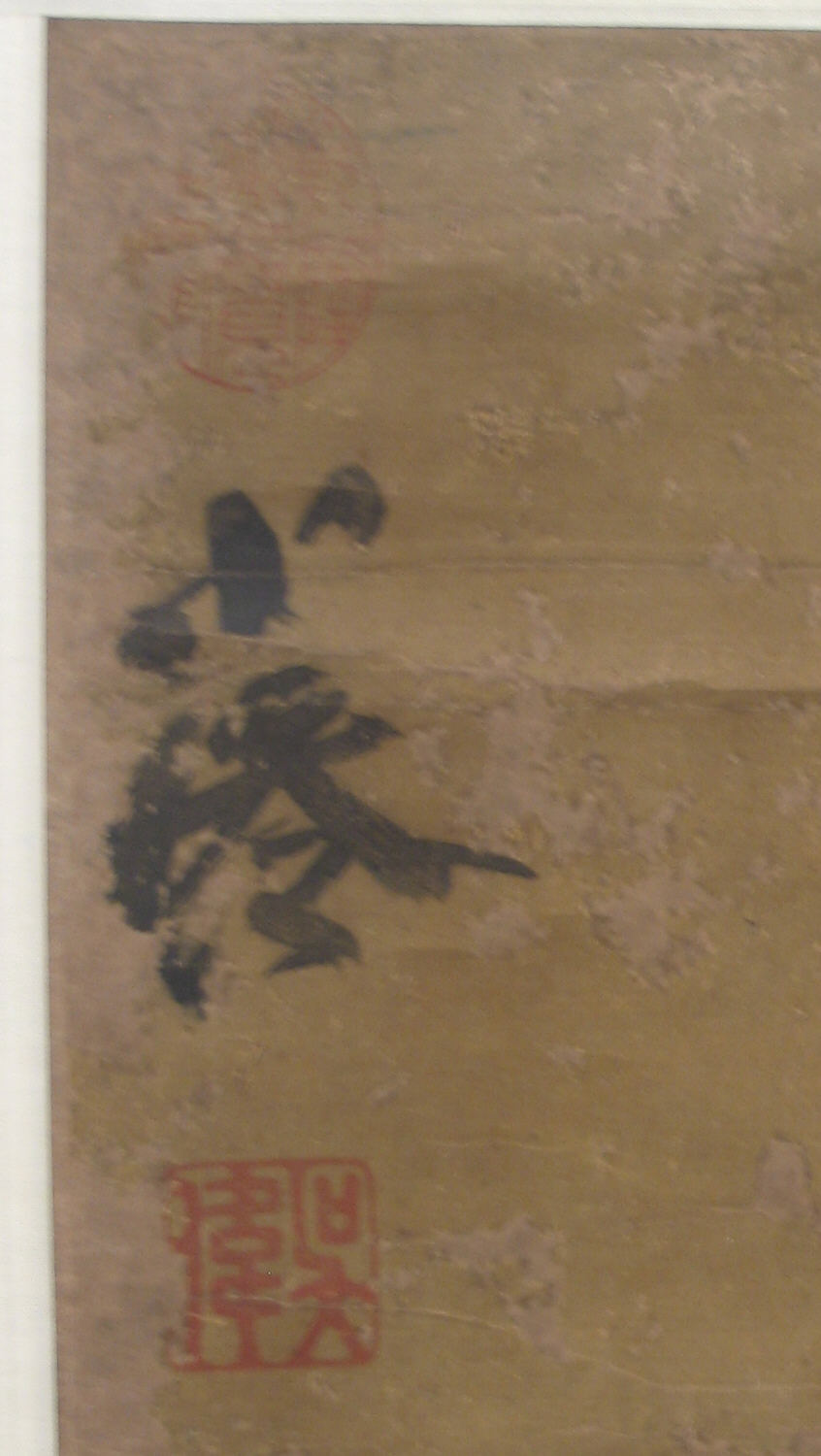
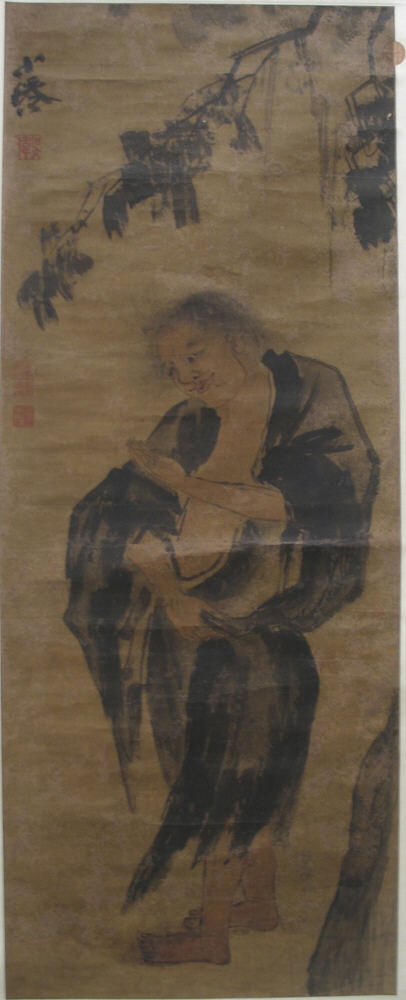
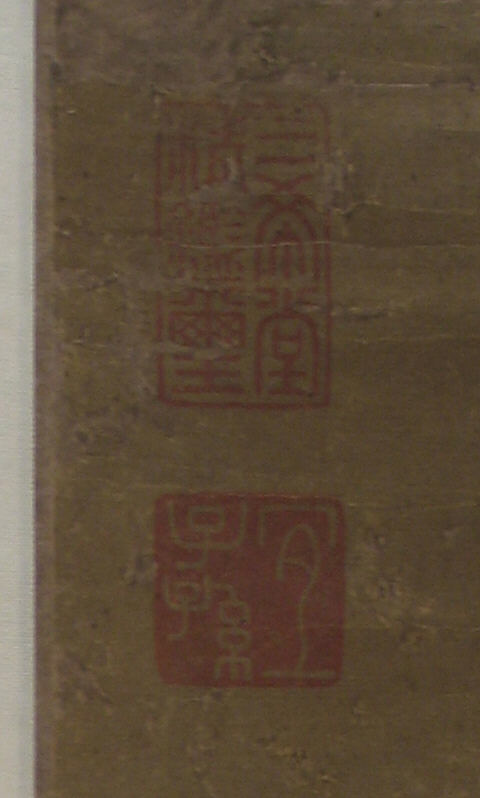